# 南部式教練軽機関銃

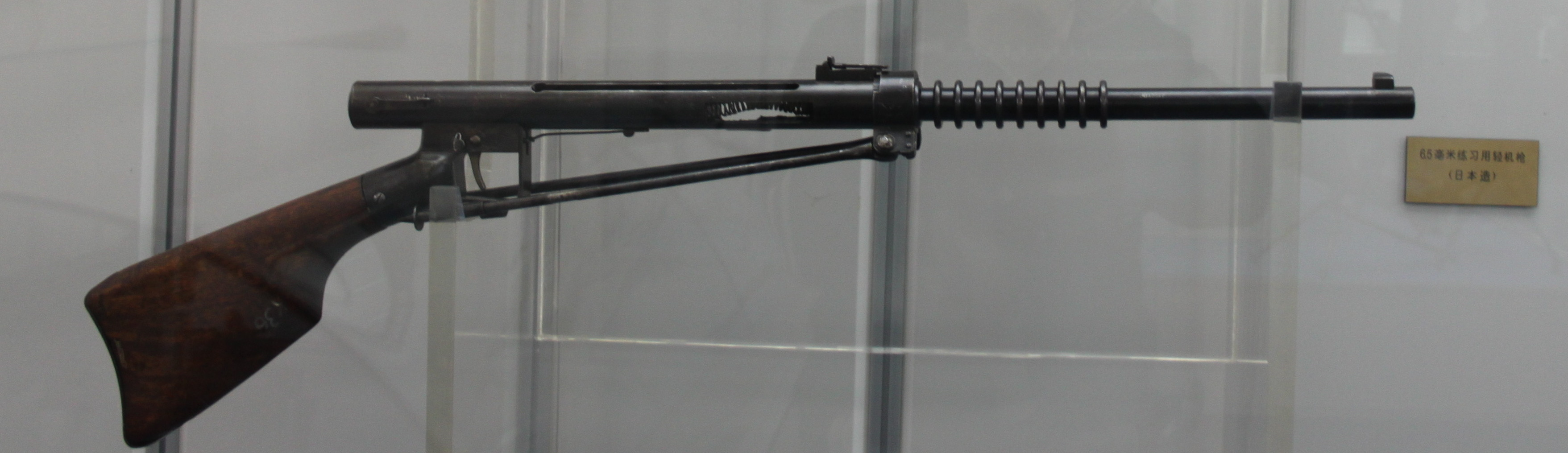
南部式教練軽機関銃。銃床が上下逆向きで装着されている

南部式教練軽機関銃（なんぶしききょうれんけいきかんじゅう、旧字体：南部式敎練󠄀輕機關銃）は、軍事教練の為に、南部銃製造所（1936年に中央工業に改組）が開発した、教練用の軽機関銃である。「南部銃」の名称で終戦まで広く教練や演習に使用された。この項目では他の教練軽機関銃についても扱う。

## 概要
南部式は大正末から昭和初期の頃から存在し、十一年式軽機関銃と演習で併用された。南部式は弾倉が機関部左側面についた簡単な形状の物であった。南部式の銃床は十一年式に形状の似た、グリップと一体となった物であった。
教練用軽機関銃としては、南部式の他にも日標式、井澤式、金山式（愛知県豊橋市にあった合資会社金山久次郎商店）、兵林館などがあった。弾倉が機関部左側面に付いた井澤式や、九六式軽機関銃や九九式軽機関銃の外観を模して弾倉が機関部上部に付いた金山式が存在した。井澤式は2000挺、金山式は1600挺ほどが製造されたと推測される。これらの教練用軽機関銃の製造業者の多くが有坂銃(三八式歩兵銃)を模した単発小銃型の教練銃も製作している。
どれもフルオートで、実包（狭窄射撃実包含む）や機関銃用の空包（弾頭は木製）は使用できず、弾薬に反動の弱い口径6.5mmの「三八式銃弾薬空包」（小銃用の空包で弾頭は紙製）や「南部式空包」（薬莢はボクサー型の一号猟用雷管（村田式雷管）を使用できるよう改良してあり、装薬は黒色猟用火薬0.5g、弾頭の代わりに厚さ0.8mm、径13mmの丸い厚紙をカップ状に成形し莢口から押し込んで蓋とした）を用いた。銃身はどれも実包を発砲する必要が無いので、ライフリングは無く、滑腔であった。弾倉の大きさは実銃と同じくらいで、弾倉内は弾薬が一列で、15発ほど装填された。
作動機構はどれもブローバック方式であった。そのため外観をガス圧作動方式の実銃に似せたものであっても、銃身の下にガスシリンダーは付いていない。ただし、着剣用としてガスシリンダーの一部を模した部品をもつものは存在する。
どれも、銃身には空冷用のフィンがあり、銃床は木製で、二脚を備え、一部を除き銃剣を着剣できた。